# Gretchen Hartman
Gretchen Hartman, pseudonimo di Grace Barrett (Chicago, 28 agosto 1897 – Los Angeles, 27 gennaio 1979), è stata un'attrice statunitense del cinema muto.
Nel corso della sua carriera utilizzò, per ragioni sconosciute, anche gli pseudonimi di Sonia Markova e Greta Hartman. Era sposata con l'attore Alan Hale.

## Biografia
Grace Barrett nacque a Chicago, nell'Illinois, da Agnes A. Hartman. Era la sorella minore di Ruth Hartman e la zia di Carlyle Blackwell, Jr., entrambi attori.
Iniziò a recitare a teatro all'età di nove anni, utilizzando lo pseudonimo di Greta Arbin. Il suo primo ruolo importante fu quello di Mary Jane nella famosa commedia teatrale di Broadway Mary Jane's Pa, che ricoprì tra il 1908 e il 1909. Recitò inoltre in The Law and the Man (1906-1907), Uncle Tom's Cabin (1907) e Sweethearts (1913-1914).
Nel 1911 fece il suo debutto sul grande schermo, interpretando il ruolo di Rosalie nel cortometraggio muto For the Flag of France. È però nota soprattutto per i suoi ruoli principali in The American Insurrecto (1911), Colomba (1915), The Painted Madonna (1917), A Heart's Revenge (1918), The Bandbox (1919), Bride 13 (1920) e Winning the Widow (1915).
Nel 1914 sposò l'attore Rufus Edward Mackahan, meglio noto con lo pseudonimo di Alan Hale, del quale rimase vedova nel 1950. La coppia ebbe tre figli: Alan Jr., Karen e Jeanne.
Si ritirò dalle scene alla fine degli anni venti, dopo l'avvento del cinema sonoro. Morì nel 1979 a Los Angeles, in California.

## Filmografia parziale
- For the Flag of France (1911)
- The Lost Freight Car (1911)
- The American Insurrecto (1911)
- The Cricket on the Hearth (1914)
- Merely Mother (1914)
- The Spirit of Jealousy (1914)
- The First Law (1914)
- A Woman's Folly (1914)

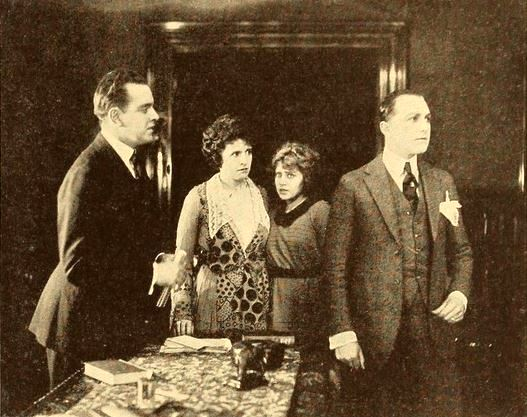
Richard Travers, Gretchen Hartman, Helen Weir e Henry G. Sell in una scena del film The House Without Children (1919)

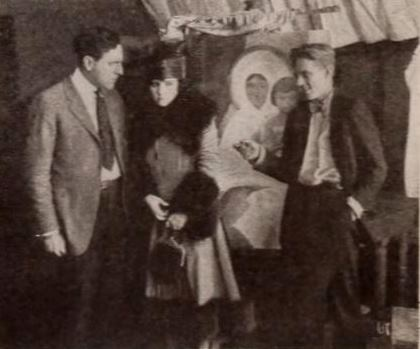
Gretchen Hartman e due attori non identificati in una scena del film The Painted Madonna (1917)

- Masks and Faces, regia di Lawrence Marston (1914)
- The Romance of a Poor Young Man (1914)
- In Quest of a Story (1914)
- His Prior Claim (1914)
- On the Heights (1914)
- The Third Act, regia di Travers Vale (1915)
- File No. 113 (1915)
- The Woman Who Paid, regia di Travers Vale (1915)
- Colomba, regia di Travers Vale (1915)
- His Brother's Keeper (1915)
- The Girl and the Matinee Idol (1915)
- To Have and to Lose (1915)
- Adam Bede, regia di Travers Vale (1915)
- The Confession (1915)
- The Wives of Men, regia di J. Farrell MacDonald (1915)
- The Smuggler's Ward, regia di J. Farrell MacDonald (1915)
- A Daughter of Earth, regia di J. Farrell MacDonald (1915)
- Reapers of the Whirlwind, regia di J. Farrell MacDonald (1915)
- Jane Eyre, regia di Travers Vale (1915)
- East Lynne, regia di Travers Vale (1915)
- Dora, regia di Travers Vale (1915)
- The Soul of Pierre, regia di Travers Vale (1915)
- The Country Parson (1915)
- Winning the Widow, regia di Walter V. Coyle (1915)
- Harvest (1915)
- Between Father and Son, regia di Travers Vale (1915)
- Her Stepchildren (1915)
- The Tides of Retribution, regia di J. Farrell MacDonald (1915)
- The Iron Will, regia di J. Farrell MacDonald (1916)
- His White Lie, regia di Walter V. Coyle (1916)
- Pique, regia di Lawrence Marston (1916)
- The Guilt of Stephen Eldridge, regia di J. Farrell MacDonald (1916)
- The Mystery of Orcival, regia di J. Farrell MacDonald (1916)
- Alias Jimmy Barton (1916)
- Madelaine Morel
- The Man Who Called After Dark, regia di Walter V. Coyle (1916)

- The Purple Lady, regia di George Lessey (1916)
- The Beast, regia di Richard Stanton (1916)
- Rolling Stones, regia di Dell Henderson (1916)
- The Painted Madonna, regia di O.A.C. Lund (1917)
- Les Misérables, regia di Frank Lloyd (1917)
- A Heart's Revenge, regia di O.A.C. Lund (1918)
- The House Without Children, regia di Samuel Brodsky (1919)
- The Bandbox, regia di Roy William Neill (1919)
- Atonement, regia di William Humphrey (1919)
- Bride 13, regia di Richard Stanton (1920)
- His Brothers Keeper, regia di Wilfrid North (1921)
- Il giogo (While Justice Waits), regia di Bernard J. Durning (1922)
- Do and Dare, regia di Edward Sedgwick (1922)
- Elsie in New York, regia di Daniel Keefe (1926)
- Peggy va alla guerra (She Goes to War), regia di Henry King (1929)
- The Time, the Place and the Girl, regia di Howard Bretherton (1929)
- The College Coquette, regia di George Archainbaud (1929)
- C'è posto per tutti (Room for One More), regia di Norman Taurog (1952)